# Bahrenfleth
Bahrenfleth (niederdeutsch: Bohrenfleet) ist eine Gemeinde im Kreis Steinburg in Schleswig-Holstein.

## Geografie
Bahrenfleth liegt an der Stör, etwa 12 km nördlich von Glückstadt.
Zur Gemeinde gehören die Ortsteile Neuenkirchen, Bahrenflether Sandweg, Brokreihe, Fiefhusen, Großbahrenfleth, Großwisch, Hohenweg, Kätner Deich, Kleinbahrenfleth, Kleinwisch, Kuhdamm, Uhrendorfer Deich, Uhrendorfer Weg.
Die Störfähre Else verkehrt zwischen den Gemeinden Beidenfleth und Bahrenfleth. Die Flussmitte bildet die Grenze zwischen den beiden Gemeinden. Die linke Hälfte der Stör und einige vorgelagerte Niederungsflächen im Gemeindegebiet sind Teil des europäischen NATURA 2000-Schutzgebietes FFH-Gebiet Schleswig-Holsteinisches Elbästuar und angrenzende Flächen.

## Geschichte
1348 wird die Gemeinde erstmals als Bardenulete erwähnt, was wohl Fleeth oder Wasserlauf des Bardo bedeutet. Ein adliges Gut der Familie van Barneflete, das schon 1375 urkundlich erwähnt wurde, brannte im Jahre 1728 vollständig nieder. Der Fideikommiss Bahrenfleth mit Campen, Bekhof und Bekmünde gehörte den Herren von Blome auf Gut Heiligenstedten.
Vor der Gründung Barenfleths lag an selber Stelle das Dorf Kellinkthorpe, das 1220 ersterwähnt wird. Dieses Dorf verschwand vermutlich zu der Zeit, in der Bahrenfleth entstand.

## Sehenswürdigkeiten
Siehe: Liste der Kulturdenkmale in Bahrenfleth
- Dorfkirche St. Nikolai Neuenkirchen; im romanisch-gotischen Übergangsstil im 13. Jahrhundert erbaut. Der jetzige Kirchturm wurde um 1750 gebaut.

## Politik

### Gemeindevertretung
Bei der Kommunalwahl am 14. Mai 2023 wurden insgesamt neun Sitze vergeben. Diese fielen erneut alle an die Kommunale Wählervereinigung Bahrenfleth. Die Wahlbeteiligung betrug 60,1 %.

### Wappen
Blasonierung: „In Grün über einem mit einem blauen Stör belegten silbernen Wellenbalken ein schreitender, golden bewehrter silberner Schwan.“
Das Wappen symbolisiert auf grünem Grund die Krempermarsch, der silberne Wellenbalken mit blauem Stör die Lage der Gemeinde an dem Fluss Stör, von der aus im 13. Jahrhundert die Besiedlung dieses Gebietes ausging. Der Schwan steht für die Zugehörigkeit zum Amt Krempermarsch, welches in Anknüpfung an die historische „Krempermarsch-Kommüne“ den Schwan als Wappentier führt. Der Stör weist auf den Fischreichtum des Flusses und auf das Vorkommen des heute so seltenen Fisches hin.

### Partnergemeinde
Bahrenfleth ist Partnergemeinde der vorpommerschen Gemeinde Hanshagen.

## Persönlichkeiten
- Hermann Schwartz (* 1821 in Neuenkirchen; † 1890 in Göttingen), Gynäkologe, Klinikdirektor an der Georg-August-Universität Göttingen

## Bilder

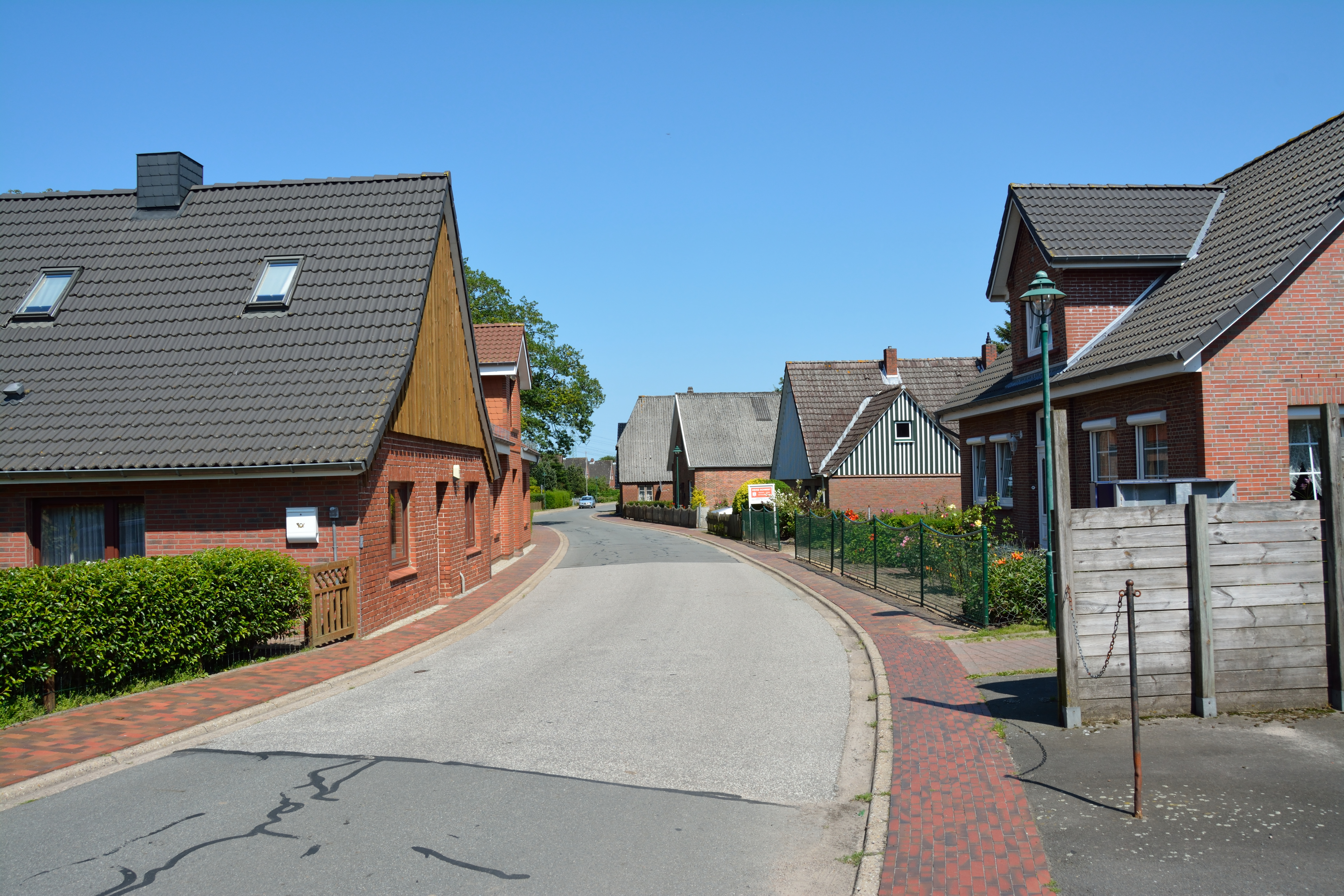
Blick in die Hauptstraße
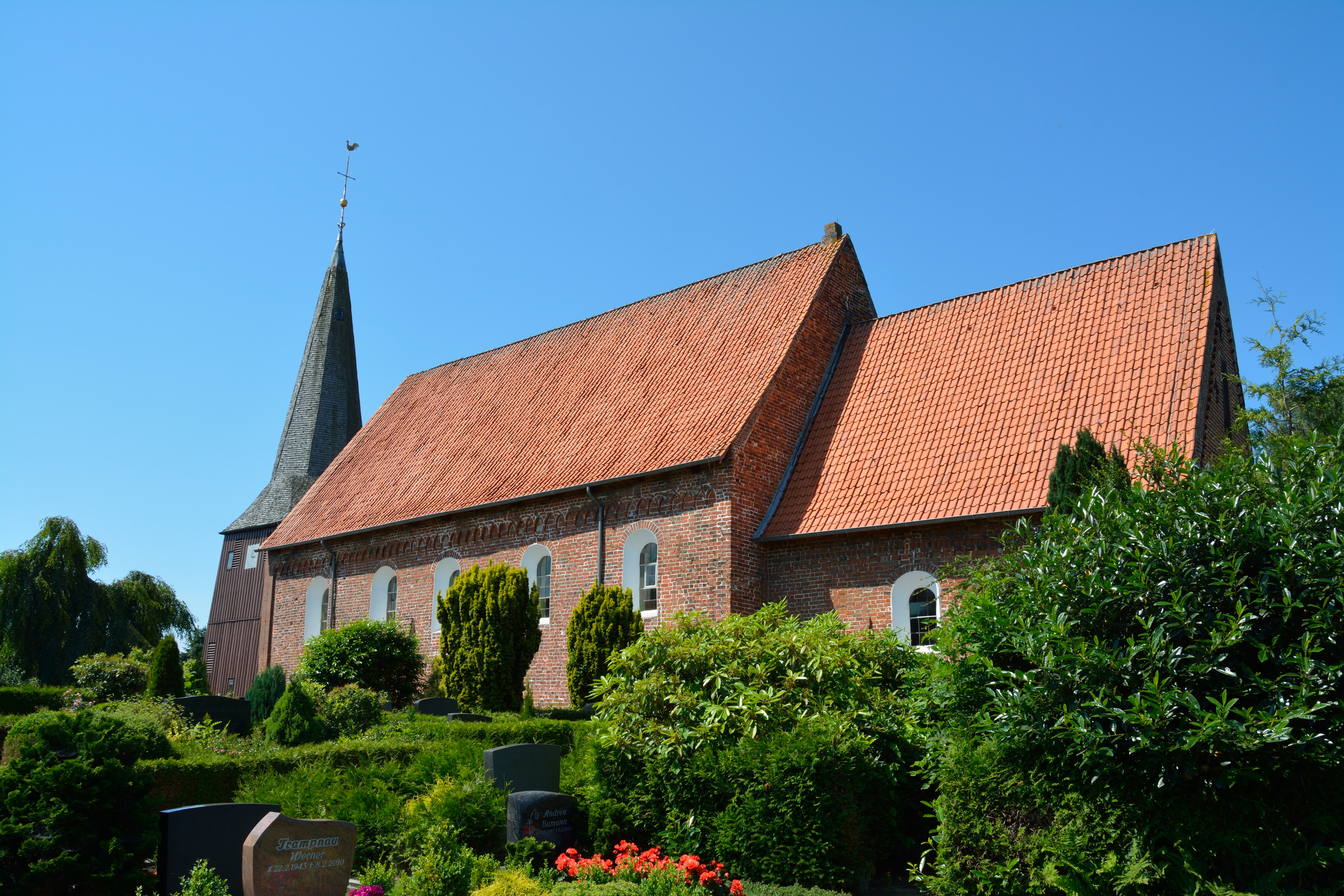
Kirche St. Nicolai
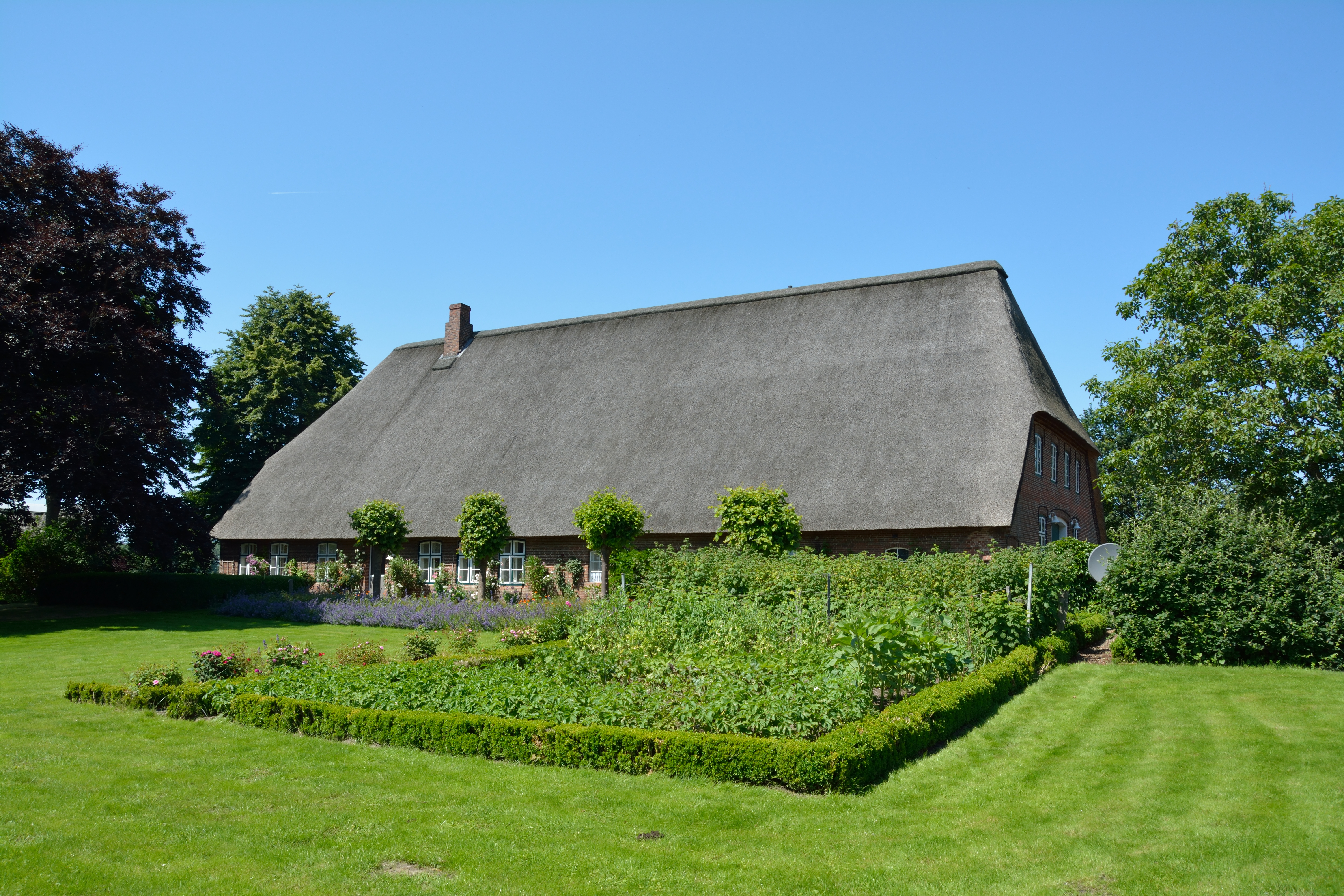
Der denkmalgeschützte Hof „Groß Bahrenfleth 6“, hier das Fachhallenhaus
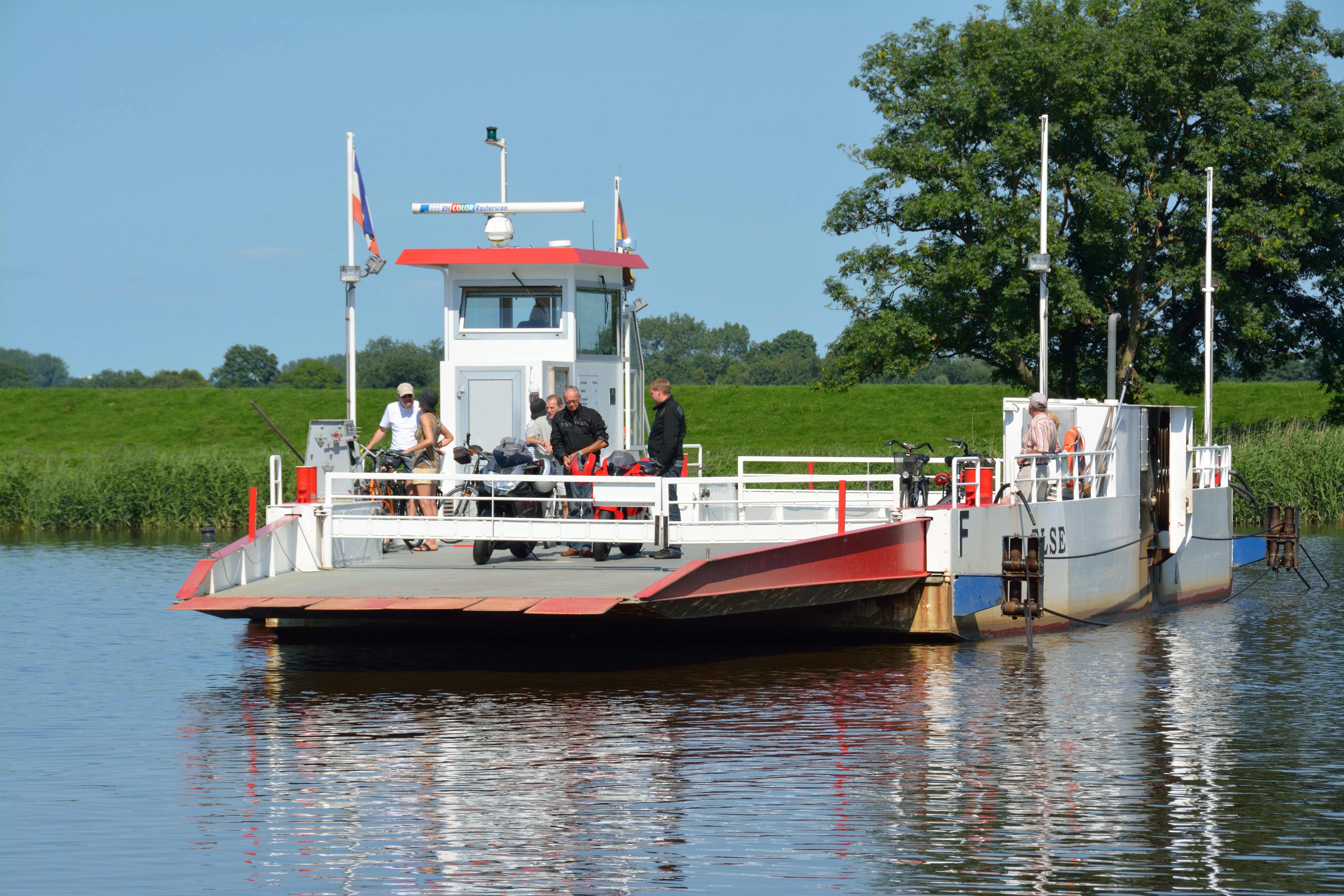
Störfähre Else zwischen den Gemeinden Beidenfleth und Bahrenfleth.